# Hans Haßfurther

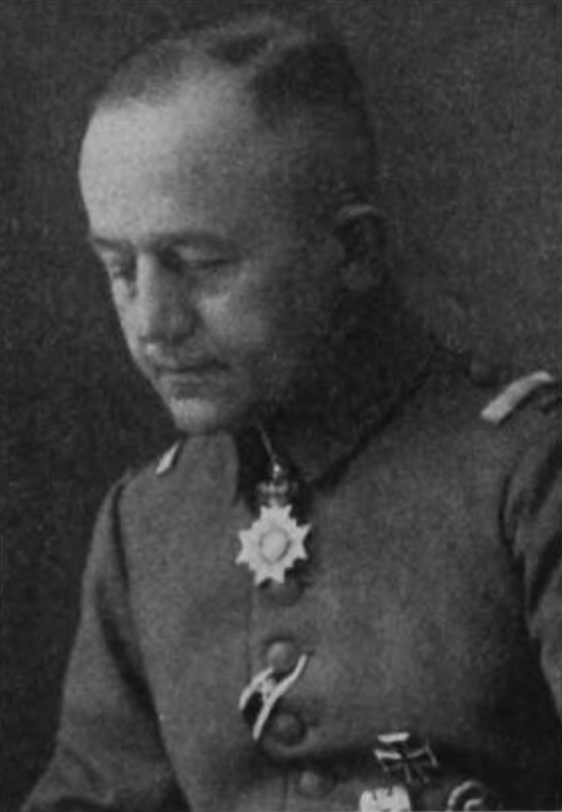
Hans Haßfurther

Hans Haßfurther (* 20. Juli 1881 in Eibenstock; † nach 1938) war ein sächsischer Offizier.

## Leben

### Karriere
Haßfurther war Sohn eines Eibenstocker Arztes, Bruder eines Eibenstocker Rechtsanwaltes und kam im November 1895 auf das Friedrich-Wilhelms-Gymnasium in Greifenberg bei Pommern. Er trat darauf als Avantageur in das Infanterie-Regiment „Kronprinz“ (5. Königlich Sächsisches) Nr. 104 der sächsischen Armee, wurde am 24. Februar 1903 zum Fähnrich ernannt und avancierte wenig später zum Leutnant in der 12. Kompanie des Regiments. 1904 wurde er in die 10. Kompanie des Regiments versetzt und kehrte schon bald wieder zu seiner 12. Kompanie zurück. Im Jahre 1907 wurde er zum Adjutanten des Bataillonskommandeurs des III. Bataillons des Regiments, Major Matthias Hoch, ernannt. Schon 1908 wurde er von dieser Position enthoben und zur 1. Kompanie bei der Unteroffiziervorschule in Marienberg abkommandiert. Nach Beförderung zum Oberleutnant am 24. Oktober 1911 kehrte er zu seinem Stammregiment, diesmal zur 11. Kompanie, zurück.

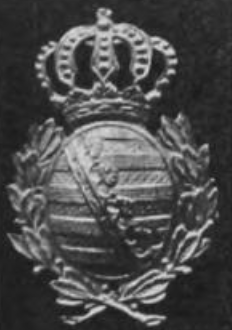
Ärmelabzeichen des Freikorps Haßfurther

Nach Ausbruch des Ersten Weltkrieges rückte er mit seinem Regiment an die Front und wurde in das Reserve-Infanterie-Regiment Nr. 104 abkommandiert, wo er am 12. Oktober 1914 mit dem Eisernen Kreuz II. Klasse ausgezeichnet wurde. Bis dahin wurde er zum Hauptmann ohne Patent ernannt und konnte sich an der Westfront bei Ripont im März 1915 auszeichnen. Er wurde dort als Kommandeur des III. Bataillons verwendet und konnte mit seinem Adjutanten, Leutnant Jope, die Bataillonsstellung halten und die von Artillerie zerschossenen Gräben wieder ausbessern. Er führte später als Kompaniechef die 4. Kompanie im Reserve-Infanterie-Regiment. Bei der Herbstschlacht in der Champagne im September 1915 konnte er sich als Verteidiger des Märchenwaldes bei St. Couplet auszeichnen; er konnte mit seiner Kompanie für 75 Stunden mehrere Massenangriffe französischer Infanterie abwehren. Da die anschließende Truppe durch den Angriff zurückgedrängt wurde, konnten feindliche Truppen in den linken Flügel seines Abschnittes eindringen. Diese warf er persönlich mit einigen Leuten im Nahkampf mit Kolben und Handgranaten wieder hinaus. Er wurde für diese Handlung unter anderem im Heeresbericht erwähnt und am 29. Oktober 1915 mit dem Ritterkreuz des Militär-St.-Heinrichs-Ordens ausgezeichnet. Im Juli 1916 beteiligte er sich mit seinem Regiment an den Kampfgeschehen in der Schlacht an der Somme und konnte mit der 9. und 10. Kompanie des Regiments und den Truppen des Leutnant Köhler das französische Dorf Guillemont von englischen Truppen zurücknehmen.
Im späteren Verlaufe des Krieges wurde er in das Reserve-Infanterie-Regiment Nr. 107 versetzt, kam mit diesem Regiment an die Ostfront und wurde zum Kommandeur des II. Bataillons ernannt. In dieser Stellung nahm er während der Kerenski-Offensive an den Kämpfen um Bereschany teil und konnte dabei am 30. Juni 1917 einen überlegenen russischen Angriff erfolgreich abwehren. Als einen Tag später die russischen Truppen dann mit stärkster Artillerie- und Minenvorbereitung erneut in die Offensive gingen, konnte Hauptmann Haßfurther mit geringen Kräften und nur wenigen Maschinengewehren die um den Bataillonsunterstand gelegenen Gräben so erfolgreich verteidigen, dass der Feind zum Halten gebracht werden konnte. Während der Schlacht wurde ihm ein Arm zerschmettert, wobei er mit seinem unversehrten Arm weiterhin auf russische Truppen schoss und mit seinen restlichen Truppen weiterhin die Position verteidigte. Ihm ist nachfolgend zu verdanken, dass der mit fast drei Divisionen angesetzte Stoß gegen die zweite Verteidigungsstellung aufgefangen wurde. Er wurde für sein Wirken am 7. September 1917 persönlich von König Friedrich August III., neben General Hans Krug von Nidda, General Max Leuthold, Oberst Karl von Wuthenau und Oberstleutnant von Loeben, mit dem Kommandeurkreuz II. Klasse des Militär-St.-Heinrichs-Ordens ausgezeichnet. Am 22. September 1918 erhielt er ein vordatiertes Patent für den Rang eines Hauptmanns auf den 1. Oktober 1913.
Am 12. September 1919 wurde er unter Verleihung des Charakters eines Majors und Erlaubnis zum Tragen der Regimentsuniform aus dem aktiven Dienst entlassen. Nach Kriegsende stellte er gegen 1921 ein sächsisches Freikorps, das sogenannte Selbstschutzbataillon Haßfurther auf und führte dieses an den Frontabschnitt an der Oder, der sich südlich Ratibor bis zur tschecho-slowakischen Grenze hinzog. Um Ratibor beteiligte er sich mit seinem Freikorps an Gefechten zwischen polnischen Truppen. Dem Freikorps gehörte unter anderem Heinrich Bennecke an. Im Ruhestand heiratete er eine Lotte und ließ sich in Oppeln bei Löbau nieder. Im nationalsozialistischen Deutschland wurde Haßfurther als E-Offizier bei der Wehrmacht angestellt und übernahm im August 1937 als Major (E) in Vertretung für Oberst Josef Folttmann kurzzeitig die Bautzener Garnison. Am 1. Februar 1938 wurde er dabei zum Oberstleutnant (E) befördert und lebte seitdem in Bautzen. Er fungierte im späteren Zeitraum als Ausbildungsleiter Bautzen 2 unter dem Landwehrkommandeur in Dresden.